# Seewaldhütte
Die Seewaldhütte ist eine Selbstversorgerhütte der Sektion Achensee des Deutschen Alpenvereins (DAV). Sie liegt im Karwendel in Tirol, Österreich.

## Geschichte
Die Sektion Achensee wurde 1931 als eine Sektion des Deutschen und Österreichischen Alpenvereins gegründet. Nach längerer Suche nach einer geeigneten Hütte konnte man den Hüttenbauplatz 1954 auf der Hochplatte erwerben. 1959 konnte dank der Mitglieder der Sektion und der finanziellen Hilfe des Deutschen Alpenvereins die Seewaldhütte fertiggestellt und eingeweiht werden.

## Lage
Die Seewaldhütte auf 1582 m ü. A. ist ein kleines Schutzhaus am Fuße der Hochplatte.

## Zugänge
- Von Achenkirch/Parkplatz Christlumbahn in ca. 2 Std.

## Hütten in der Nähe
- Jochalm, Alpe, Karwendel (1411 m)
- Feichtenalm, Alpe, Karwendel (1222 m)
- Bründlalm, Alpe, Karwendel (1218 m)
- Gröbenalm, Alpe (1539 m)
- Adlerhorst, Jausenstation, Rofan-Gebirge (1226 m)
- Feilalm, private Hütte, Karwendel (1372 m)
- Hotel Kristall, private Hütte DAV-Vertragshaus, Karwendel[2]

## Touren
- Juifen-Überschreitung Tag 2 – Seewaldhütte-Fall, 18,8 km, 6 Std.
- Christlumkopf – Auf einen einsamen Skipistengipfel, 11,6 km, 5 Std.[2]

## Gipfel
- Schreckenspitze über Sonntagsspitze oder Zunterspitze, 16,8 km, 7 Std.
- Hochplatte (1813 m) Bergtour Karwendel, 14,1 km, 6 Std.[2]

## Karten
- KOMPASS Wanderkarte 027 Achensee: 4in1 Wanderkarte 1:35.000 mit Panorama und Aktiv Guide, ISBN 978-3990448588
- Achensee, Karwendel, Rofan XL (2-Karten-Set) (Mayr Wanderkarten) Landkarte – Gefaltete Karte, 1:25.000 ISBN 978-3991216612